# 喬爾德萊格縣
2°56′S 78°46′W / 2.933°S 78.767°W
喬爾德萊格縣（西班牙語：Cantón Chordeleg），是厄瓜多爾的縣份，位於該國南部，由阿蘇艾省負責管轄，面積105平方公里，2001年人口10,859，該城鎮人口密度每平方公里103.42人。